# ASL Airlines France

Il logotipo e il marchio sociale utilizzati tra il 2000 e il 2015.

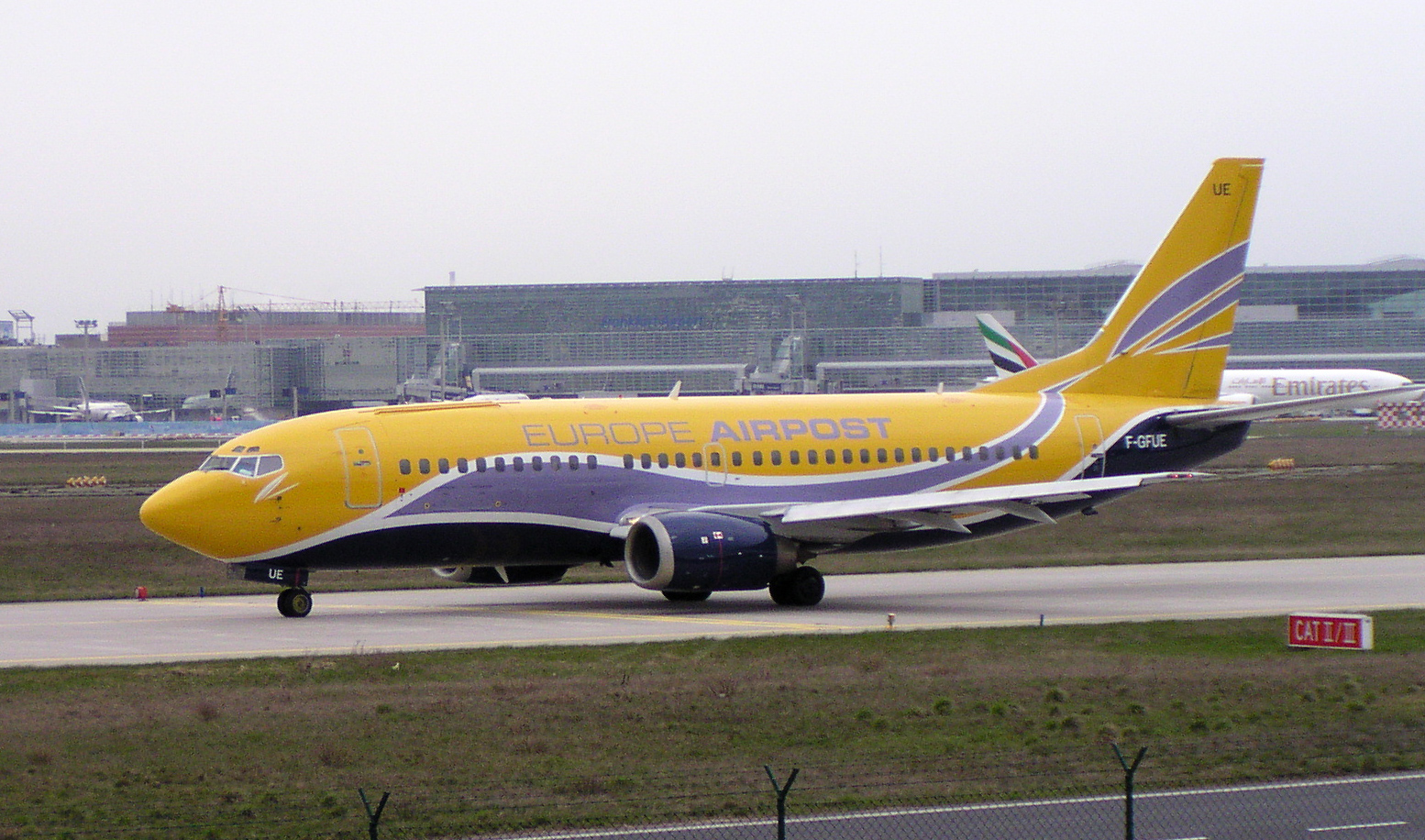
Boeing 737 nei colori utilizzati da Europe Airpost.

ASL Airlines France, conosciuta fino al 2015 come Europe Airpost, è una compagnia aerea francese, con sede a Tremblay-en-France, nei pressi dell'aeroporto di Parigi-Charles de Gaulle; è una controllata di ASL Airlines Ireland.
Nel 2012 era la tredicesima compagnia aerea francese per traffico passeggeri con 579 970 passeggeri trasportati.

## Storia
Lo spirito di questa compagnia aerea si può fare risalire alla "Societé Générale Aéropostale" del 1927 pioniera dell trasporto di posta tra Europa, Africa e Sud America con famosi piloti come Jean Mermoz e Antoine de Saint-Exupéry. La compagnia fu sciolta nel 1932 e fusa con altre per formare Air France, divenendo una controllata dal 1947 al 1991, operando come Société d'Exploitation Aéropostale (SEA).
La società attuale fu costituita congiuntamente da Air Inter ed EAS-Europe Aero Service nel 1987 con il nome Intercargo Service S.A. e fu rifondata il 1° aprile 1990 come ICS-Inter Ciel Service. Nell'anno seguente mutava di nuovo nome in Aéropostale. Nonostante le trasformazioni l'azienda si era dedicata fin dall'inizio al trasporto di sole merci.
Il 1° dicembre 2000 assunse il nome Europe Airpost quando iniziò i servizi per l'ente postale nazionale (La Poste). L'azienda aveva 400 dipendenti nel marzo 2007. Il 14 marzo 2008 Air Contractors dell'Irlanda acquistava l'azienda. Il nuovo proprietario mutava nome in ASL Airlines il 15 maggio 2015 e, il 4 giugno, ribattezzava l'aerolinea ASL Airlines France, facendo mantenere la precedente livrea e l'indicativo di chiamata. Gli aerei sono stati progressivamente dipinti nella livrea ASL.

## Flotta
A giugno 2023 la flotta di ASL Airlines France è così composta: